# أوزدوم
اوزدم (بالألمانية: Usedom (town)) هي مدينة وبلدة ألمانية تقع في ألمانيا في مكلنبورغ فوربومرن. يقدر عدد سكانها بـ 1,892 نسمة .

## المدن التوأمة
مدن Maurepas وHenstedt-Ulzburg هي مدن توأمة لـاوزدم.